# Buczynowe Czuby
Die Buczynowe Czuby sind Gipfel in der Hohen Tatra im Massiv Buczynowe Turnie mit einer Höhe von ca. 2125 m n.p.m. und liegt in Polen in der Woiwodschaft Kleinpolen im Landkreis Powiat Tatrzański. Der Westhang gehört zur Gemeinde Poronin (Ortsteil Murzasichle) und der Osthang zur Gemeinde Bukowina Tatrzańska (Ortsteil Brzegi). Über seinen Gipfel führt der Höhenweg Orla Perć.

## Lage und Umgebung
Unterhalb des Gipfels liegen zwei Täler, die Dolina Buczynowa im Osten und die Dolina Pańszczyca. 
Vom Gipfel der Orla Baszta werden die Buczynowe Czuby durch den Bergpass Pościel Jasińskiego getrennt und von dem Gipfel Wielka Buczynowa Turnia durch den Bergpass Przełęcz Nowickiego.

## Etymologie
Der Name Buczynowe Czuby lässt sich als Buczynowe Gipfel oder Buchentalgipfel übersetzen.

## Tourismus
Wanderer, die sich auf den Höhenweg Orla Perć wagen, müssen über die Gipfel gehen. 

### Routen zum Gipfel
Auf die Gipfel führt ein Höhenweg: 
- ▬ Der rot markierte Höhenweg Orla Perć vom Bergpass Zawrat über den Gipfel auf den Bergpass Krzyżne. Als Ausgangspunkt für eine Besteigung des Höhenwegs eignen sich die Berghütten Schronisko PTTK Murowaniec sowie Schronisko PTTK w Dolinie Pięciu Stawów Polskich.

## Belege
- Zofia Radwańska-Paryska, Witold Henryk Paryski: Wielka encyklopedia tatrzańska. Poronin, Wyd. Górskie, 2004, ISBN 83-7104-009-1.
- Tatry Wysokie słowackie i polskie. Mapa turystyczna 1:25.000, Warszawa, 2005/06, Polkart, ISBN 83-87873-26-8.